# Prímási palota (Pozsony)
A Prímási palota (németül: Primatialpalais, szlovákul: Primaciálny palác) Pozsony egyik legszebb, neoklasszicista stílusban épült palotája.
A palota egyes részei ma múzeumként funkcionálnak.

## Leírása
A palota tetején ma is ott található a bíborosi kalap a címerdísz fölött. A homlokzaton Ernst Zmeták mozaikja látható az érseki címeren kívül, mivel az eredeti freskók az idők folyamán tönkrementek. A palota oromzatán megtalálható Minerva, valamint a becsületességre, hittudásra, hazaszeretetre, és a papi méltóságra emlékeztető allegorikus szobrok. Az épület Orsolya utca (ma: Uršulínska ulica) felőli oldalán látható Paracelsus emléktáblája, a világhírű orvos - alkimista 1537-es pozsonyi látogatásának emlékére. Továbbá láthatunk egy vízszintes vonalat is „1850. febr-5” dátummal, amely a megáradt Duna aznapi vízszintjét jelöli.
A palotába egy háromtengelyű előcsarnokon juthatunk be, ahonnan a díszlépcsőn keresztül a főtermekhez juthatunk. A térre néz a főemelet, amely a palota keleti  szárnyában elhelyezett díszteremmel is közvetlen összeköttetésben van. A tágas díszterem falain tükrök vannak elhelyezve, ezért hívják Tükörteremnek.
A palota legfontosabb látnivalója a 17. századi angol gobelinek gyűjteménye, amely (görög mitológiai) Leanderosz és Hero szerelmi történetét ábrázolja.
A palota bejárati csarnokából egy belső négyszögletű udvarra lehet kijutni, amelynek közepét a Szent György szökőkút foglalja el, amelynek központi alakja  a híres lovagot ábrázoló barokk szoborcsoport. Szent György harca a sárkánnyal a katolikus egyház reformáció elleni harcát jelképezi.
Jobboldalt hátul található a Szent László kápolna, melynek freskóján a csodatévő Szent László látható. A kápolna bejárata fölött egy 17. századból származó Madonna dombormű található.

## Története
A korábbi palota akkor épült, amikor el kellett hagynia az Esztergomi érsekségnek a törökök által elfoglalt Esztergomot.  Az 1590-es tűzvész után átépítették és kibővítették. 1611 és 1662 között mind itt nyomtatták a Pozsonyban megjelent könyveket továbbá a régi püspöki háznak is volt Szent László király tiszteletének szentelt kápolnája.
A mai palotát 1778 és 1781 között Heffele Menyhért udvari építész építette az egykori püspöki ház helyén, Batthyány József esztergomi érsek rendeletére és költségére.
A kastély Szent György szökőkútja eredetileg Forgách Ferenc érsek díszkertjéből került ide, amelynek hírnevét Lippay György érsek alapozta meg. A kert megszüntetése után a szökőkút először egy polgári családi ház kertjében kötött ki, később a város ajándékba kapta, végül a palota udvarán helyezték el.
A palota első emeletén található Tükörteremben 1805-ben írták alá a Pozsonyi békét az austerlitzi csata után. A szerződés aláírásánál a győztes Bonaparte Napóleont külügyminisztere, Maurice Talleyrand, a legyőzött I. Ferenc császárt Liechtenstein János herceg képviselte. Ugyanitt ajánlotta fel Széchenyi István birtokainak egyévi jövedelmét a Magyar Tudományos Akadémia megalapítására. V. Ferdinánd magyar király szintén itt írta alá 1848. április 11-én az áprilisi törvényeket, Mária Anna királynénak, Ferenc Károly főhercegnek és fiának, Ferenc József főhercegnek (a későbbi császár és király), István főherceg-nádornak és a Batthyány-kormány összes tagjának jelenlétében. Az 1848–49-es forradalom és szabadságharc leverését követően Haynau táborszernagy szintén itt írta alá  a magyar forradalmárok fölött kimondott ítéleteket. Miután az országgyűlés elköltözött Pozsonyból Budapestre, a palota helyiségeit bérbe adták. Itt működött egy ideig a nőpraeperandia intézete, a katolikus Casino, ezen kívül helyet kapott benne a katonai törzstiszti tanfolyam, az ipar és a fémipar iskolái, és a katolikus temetkezési egyesület raktárai.
1902. augusztus 30-án az egész épületet megvásárolta a város, és hozzálátott annak felújításához, hogy városi hivatalokat, múzeumot és közkönyvtárat létesítsen benne. A felújítások során előkerültek a Napóleon katonái elől elrejtett, és később feledésbe merült gobelinek. Az értékes angol gobelineket eredetileg Batthyány József hercegprímás vásárolta Mazarin bíborostól. Az esztergomi érsekség ezek után vissza akarta perelni a Mortlake-gyár értékes falikárpitjait, de végül Vaszary Kolos esztergomi érsek megegyezett a várossal. A megállapodás tartalmazta, hogy a gobelinek a palota szerves részét képezik,  nem lehet őket eladni vagy kivinni a palotából, és hozzáférhetővé kell tenni őket a nyilvánosság számára.
A két világháború között a palota tükörtermében irodalmi előadásokat és szerzői esteket tartottak: Várnai Zseni, Schöpflin Aladár, Móricz Zsigmond és Thomas Mann is tartott itt előadást.
1968. augusztus 3-án hat szocialista és kommunista  testvérpárt írt alá itt egy nyilatkozatot, amelyben rögzítették a szocializmus vívmányainak megőrzéséről és megvédéséről szóló együttműködési szerződést. A szerződés aláírását követően „internacionalista segítségnyújtás” címén ezek a testvéri szocialista országok elfoglalták Csehszlovákiát 18 nappal később.